# 農業協同組合

JA及びJAグループ所属団体のシンボルマーク

農業協同組合（のうぎょうきょうどうくみあい、通称：農協〈のうきょう〉）は、日本において農業者（農民又は農業を営む法人）によって組織された協同組合である。農業協同組合法に基づく法人であり、事業内容などがこの法律によって制限・規定されている。なお、全国農業協同組合中央会が組織する農協グループ（総合農協）を、愛称としてJA（ジェイエー、Japan Agricultural Cooperativesの略）と呼び、略称として「JA○○」の呼称を用いている。

## 概要
農協とは、法律上は生活協同組合（生協）と同様の「協同組合」の一種である。協同組合とは、資本主義社会の元で資本家に比べて弱い立場にある一般庶民が直面する様々な課題を解決するため、庶民が自主的に設立・運営する非営利組織である。したがって、協同組合とは経済事業体としての側面のみならず、社会運動機関としての役割も担っている。経済的弱者が社会改善のために展開する自立的・自主的な運動であり、こうした見方は協同組合のあり方としては定説となっている。
しかし、日本の農協は農業共同組合法という法律を根拠にし、その成立の経緯を見ても国の農政の元で設立・育成がされており、協同組合本来のあり方である自主性・自立性に欠ける点がある。その一方で形式面のみならず、実態面として農民の自主的な互助組織としての面も備えている。また日本の農協の特徴として、多様な事業を実施する（総合型）、農家が全員加盟する、農家以外の農村住民も加盟が可能である、行政が主導して結成された、などがある。
資本主義社会のもとで、農家は、規模の大きな取引相手に対して価格形成の面において不利な立場に置かれることが少なくない。そのような農家が共同して農産物の販売に取り組み、取引交渉力を高める点が農協の役割の1つであり、これは共同販売と呼ばれる。
農家の資本力は一般的に脆弱であり、一般の銀行や信用金庫では不十分な金融機能を農協は提供している。JAバンク等の農協の金融事業は、組合員の営農と生活に必要な資金を提供する事業であり、土地や農業機械の取得や運転資金、組合員の住宅ローンや生活資金の供給をしており、農家にとっては不可欠な存在である。また、農協にとっては金融事業は一番の収入源である。その原理は、組合員から預金を集め、資金が必要な組合員に貸し出すという機能を有しており、農家にとっては相互金融組織となっている。農協の金融事業は単協（市区町村単位）→信農連（県段階）→農林中金（全国単位）となっており、単協が組合員から集めた資金の2割は貸出金となるが、残りは信農連に集められる。その6割は農林中金に集められ、そこで有価証券や貸出金として運用される。
農協は基本的に組合員による出資金に限定され、総合事業体としての自己資本であることから、自己資本比率が高い。歴史的に、日本における協同組合の萌芽は農民互助的な金融事業であり、相互扶助の理念の元、農家自らの生産・生活を守り向上させる役割を担ってきた。金融事業は農協運動の原点であり、また農協の事業が総合的であることの意義は大きい。

## 沿革

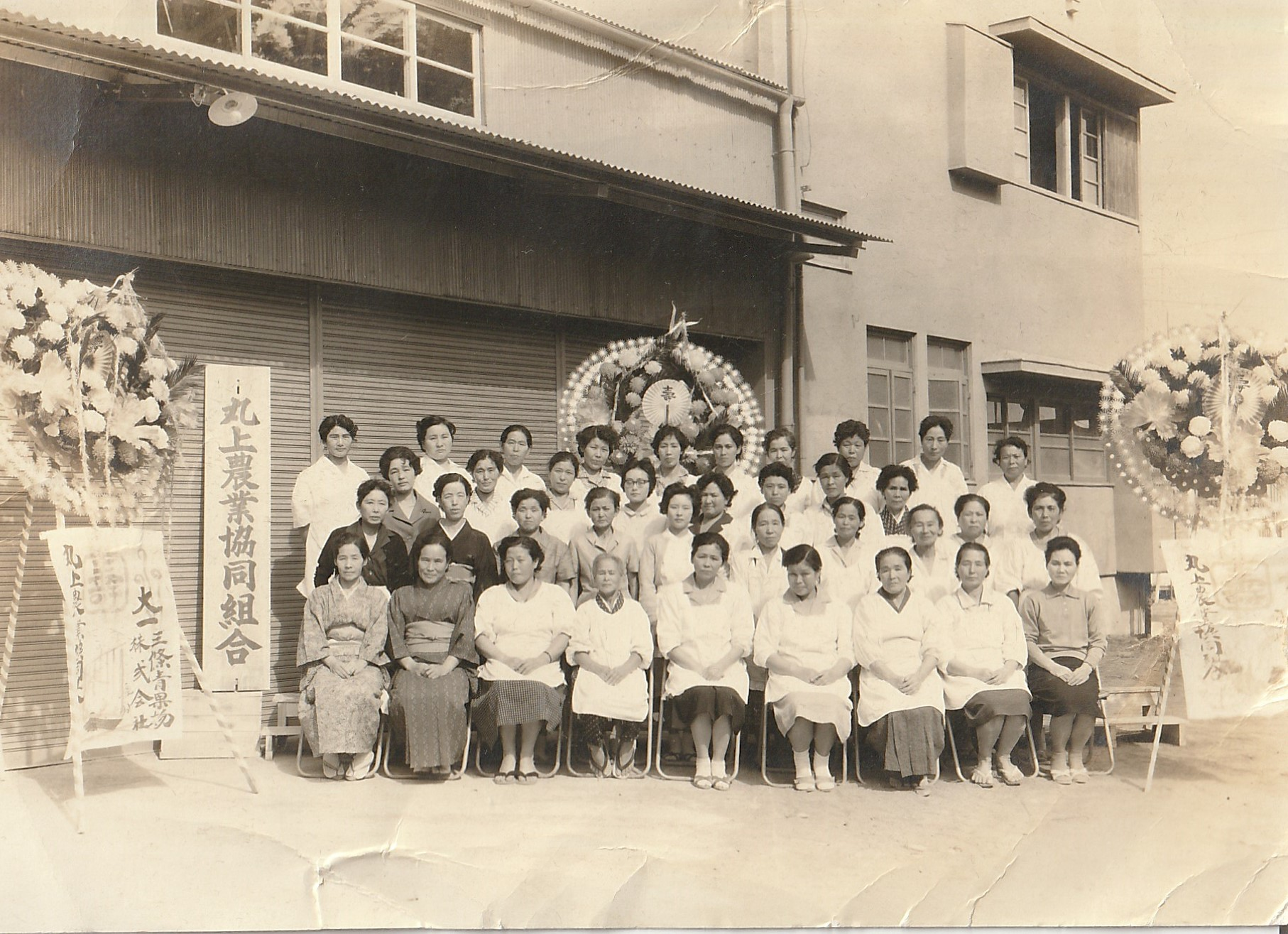
丸上農業協同組合　温州みかん選果場落成式　昭和30年代

江戸時代後期、農村指導者の大原幽学が下総国香取郡長部村（現・千葉県旭市長部）一帯で興した「先祖株組合」が、世界初の農業協同組合とされる。一方、近代的意味における農業協同組合の前身は、明治時代に作られた産業組合や帝国農会にさかのぼる。
産業組合は、ドイツ帝国の産業及び経済組合法をもとに、1900年（明治33年）に産業組合法が制定された。産業組合は、信用、販売、購買、利用の4種の組合が認められ、職業による組合員の制限はなかった。その後、農村恐慌への対応として1932年（昭和7年）に農山漁村経済更生運動が取り組まれたが、産業組合は産業組合拡充5ヶ年計画を樹立、「全戸加入」「未設置町村解消」「四種兼営」を掲げて、その拡充、定着に努めた。これによって農村における産業組合の農民組織率は大正末期の40％から1935年の75％に上昇、ほぼ全ての町村に四種兼営の産業組合が存在するようになった。
他方、戦前の農業団体として農会法（1899年）に基づく農会がある。農会は「農業の改良発達を図る」ことを目的として農業技術指導等を行い、会員の賦課金と政府からの補助金によって運営される半官半民組織であった。農会法は1922年（大正11年）に大改正を経て農政補助機関としての性格を強めた。組織的には地域内に一定の面積を所有する農業者を強制加入させ、市町村農会、郡農会、府県農会、帝国農会の段階制をなしていた。
その後戦時体制下の1943年、食料統制を円滑に進めることを目的に農業団体法が制定され、農会、産業組合、畜産組合、養蚕業組合、茶業組合が統合されて農業会が設立された。地方農業会として、市町村農業会、都道府県農業会が置かれ、全国段階には産業組合連合会が統合した全国農業経済会と、帝国農会と産業組合中央会が合体した中央農業会が置かれた。農業会の存在した期間は1943年から1947年までと限られていたが、その後の農協の設立が「農業会の看板塗りかえ」であったため、戦後農協の性格に大きな影響を与えた。

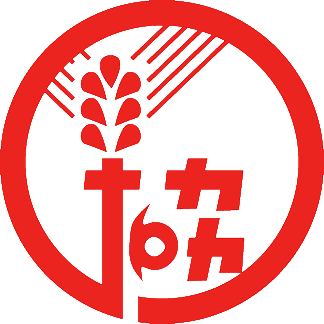
農協マーク（1947 - 1992）

戦後の農地改革の一環として、GHQは農地改革で生まれた戦後自作農を守るための制度として、自主的で自立的な欧米型の農業協同組合の創設を日本政府に指示した。しかし、当時の食料行政は深刻な食糧難の中で、食料を統制・管理する必要があった。農林省は集落を単位とする農家組合等を構成員とする農協制度を構想してGHQと交渉し、1947年（昭和22年）に農業協同組合法（昭和22年法律第32号）が公布・施行された。こうしたことから、実際には農業会の組織、資産、職員を引き継いで戦後農協が発足した。農業会の解散期限が昭和23年8月とされたため多くの農協が短期間に設立された。その際に「協」を図案化した円形の「農協マーク」が制定された（地方の古い農業倉庫などに「農協マーク」が残っている場合がある）。1992年4月から「農協マーク」に代わり、「JA」の名称や「JAマーク」を使い始める。
戦後農協は、欧米型の自主的、自立的協同組合の理念を掲げながらも、実際には食糧統制、農業統制のための行政の下請け組織的性格が強かった。また事業運営にあたっても上部組織である連合会主体の運営がなされる傾向がある。さらに、戦後農協の性格を「協同組合」、「農政下請け機関」、「圧力団体」の複合体とみる見解もある。

### 2015年の「農協改革」
2014年5月22日、規制改革会議は、「全国農業協同組合中央会（JA全中）が、法律に基づいて農協の経営指導などを行う」今の制度を廃止する農協改革案を提案した。しかし、議員からは「安易に組織をいじれば生産者の不安をあおるだけ」、「あくまでみずからで行う改革が基本だ」と、反発の声が相次いだ。一方、一部の議員からは「農協にもっと経営能力のある人材を登用すべき」とか「農協の販売力の強化は必要だ」という意見も出た。その為、自民党は、6月上旬を目標に目処に、生産者の所得を増やすための案をまとめる。なお、規制改革会議の農協(JA)改革案は、TPP交渉をにらんでの考えとされている。竹中平蔵は「外国人労働者を入れて農業を再生したい」という提案を拾い上げ、実現に向けて意欲を示している。
2015年8月28日に成立した改正農協法では、TPP反対の一大抵抗勢力であったJA全中の法的根拠となる条文が削除され、特別民間法人から一般社団法人へと改編された。従来JA全中は、国の要請により行政の代行的な組織として制度上位置づけられてきたが、このような役割は無くなり、旧農協法にあった行政庁への建議権が削除され、農林中金に関しては株式会社への転換を可能にするよう金融庁と中長期的に検討する方針が掲げられた。
ここで進められた「農協改革」の要点は、
1.中央会制度の廃止と公認会計士監査の導入、つまり、中央会による監査権独占の排除を含む中央会改革
2.信用事業分離と農協の専門農協化
3.全農改革を中心とする経済事業改革
の3つの論点に整理できる。
第1の論点については、JA全中の監査権行使が地域農協の経営を束縛しているといった建前で実施されたが、実際には、TPP反対運動の中心となったJA全中の弱体化を狙ったものと言われている。
第2の論点については、政府は、全国の農協信用事業を農林中央金庫に譲渡させ、農協はその代理店として金融業務を行うという案を示した。従来の農協は、日本型の総合事業を展開することで、収益性が比較的低い農業関連の経済事業に必要な資金投入を可能にしてきた。仮に農協から金融事業を分離させ、専門農協化すると、農家の負担は大きくなる。
第3の全農株式会社化の要求は、財界にとって農協の独占状態とみられていた農産物市場において、ビジネスチャンスの拡大を狙ったものである。しかし、本来農協は農家の自主的共同組織として設立された協同組合組織であり、株式会社化は利潤追求という異なる目的を達成することが求められることに繋がり、そうなった場合に、従来型の農協の販売事業を維持することは困難になると見られている。
その後2019年までにJA全中は一般社団法人に、都道府県農業協同組合中央会は農業協同組合連合会に移行した。

## 組織
事業ごとに次の全国組織および都道府県域組織（農業協同組合連合会など）がある。なお専門農協は「専門農協」の項を参照。
- 全国農業協同組合中央会（JA全中） - 単位農協（JA）および連合会の指導、監査、広報活動。
  - 都道府県農業協同組合中央会 （JA中央会）- 各都道府県に1つずつ設置されている。
- 全国農業協同組合連合会（JA全農） - 経済事業（販売、購買）
  - 県経済農業協同組合連合会（JA経済連） -全国農業協同組合連合会（JA全農）や県単一農協への統合が進んでおり、現存しているのは7県。北海道は北海道経済農業協同組合連合会からホクレン農業協同組合連合会に名称変更。
- 農林中央金庫 （農林中金）- 農協貯金、漁協貯金の中央金庫（運用機関）
  - 都道府県信用農業協同組合連合会（JA信連） - 信用事業（JAバンク）、都道府県ごと（32都道府県、ほかの県は農林中金へ事業譲渡又は県域農協に包括継承）
- 全国共済農業協同組合連合会（JA共済連） - 共済事業
- 全国厚生農業協同組合連合会（JA全厚連） - 厚生事業（主に医療=病院など）
  - 都道県厚生農業協同組合連合会 （JA厚生連）- 都道県ごと（33都道県、栃木県については、本来の県単位の組織ではなく、県内地区ごとにあった2つの厚生連が存在）
- 株式会社日本農業新聞(旧全国新聞情報農業協同組合連合会（JA新聞連）） - 新聞情報事業

各全国組織は、会員である単位農協および連合会が出資している協同組合組織（全国農業協同組合中央会および農林中央金庫を除く）であり、一般的な株式会社の親会社、子会社とは関係が異なる。最近ではJA全農と各都府県経済連の合併が行われ、全農本体の都府県本部が「JA全農○○（○○には都府県名が入る）」として経済事業、販売事業、購買事業の都道府県組織となる例も多い。

### 総合・専門農協
個別の農協（単位農協）には、総合農協（信用事業を含む、複数の事業を行っている農協）のほか、専門農協（信用事業を行わず(一部は信用事業を行う組合もある)、畜産、酪農、園芸といった特定の生産物の販売・購買事業のみを行う農協）もある。2021年度末において、総合農協数は585、専門農協数は999となっている。
農地の集約、高齢化や後継者不足等による農家戸数の減少により、農業者である正組合員は減少している。離農後も、農協の事業を継続して利用したい者の増加や員外利用者対策による加入推進対策等により、非農業者である准組合員が増加している。そのため、平成21事業年度以降、准組合員数が正組合員数を上回る状況になっている。
平成30年度（農林水産省の総合農協一斉調査）においては、正組合員数約424.8万人に対し、准組合員数約624万人である。

### 新規農協設立の認可
2001年（平成13年）の農業協同組合法改正において、地区の重複する農協は、総合農協であるかないかにかかわらず、認められることとなった。この改正において、行政庁が設立認可をする際には、関係する市町村及び農業協同組合中央会に協議することが義務付けられたものの、その後になされた申請については、全て認可されていた。こうした状況を踏まえ、「地域の自主性及び自立性を高めるための改革の推進を図るための関係法律の整備に関する法律」（第3次一括法）（2013年6月7日成立、2013年6月14日公布）により、当該協議の義務付けは廃止された。

## 事業内容
農協は、組合員の自主的な選択により事業範囲を決めており、多くの農協は、組合員が必要とするサービスを総合的に提供している。
指導事業
- 営農指導事業
- 生活指導事業

経済事業
- 組合員の生産物（農産物）の販売（販売事業）
  - ファーマーズマーケット（農産物直売所）の運営
- 農業の生産に必要な肥料、農薬、農業機械や、生活に必要な食品など生活用品の供給（購買事業）
  - ガソリンスタンド（JA-SS、ホクレンSS）・プロパンガス供給元（クミアイプロパン）の運営
  - スーパーマーケット（Aコープ）の運営
  - 配置薬事業（クミアイ家庭薬）の運営

信用事業（通称、JAバンク）
- 貯金、貸付、為替、証券業の取り扱い（このため農協は小切手法においては銀行と同視されている）

共済事業（通称、JA共済）
- 生命保険と損害保険に相当。生命総合共済（医療共済、定期生命共済、こども共済、年金共済、介護共済等）、建物更生共済、火災共済、自動車共済、自賠責共済などの加入とりまとめ

厚生事業
- 病院・診療所（厚生連病院）、保健施設等の運営

高齢者福祉事業
利用事業
- カントリーエレベーター、ライスセンター等の運営

そのほか、冠婚葬祭（主に葬儀（JA葬祭））事業、観光・旅行事業（農協観光）、不動産仲介事業、新聞（日本農業新聞）・出版事業、市民農園、郵便窓口業務の受託（簡易郵便局）、農機の販売・整備、自動車ディーラー、建築設計、自動車学校、有線放送、発電など、多岐に亘る。
これは、組合員たる農家の預貯金をほぼ一手に引き受ける豊富な資金と「農協」の信用力、組合員の互選で選ばれた組合長による文字通り「地域の発展の為」の事業展開の結果である。また、生活協同組合などと違い、信用事業・金融事業を兼業することができるなどの特権を持つことも理由である。
一方で、農協婦人会や青年部等による生活改善運動は、農村の食生活や生活改善など教育の場として発展して来た。また大規模かつ安定的な需要を目当てに、各メーカーが農協専売品を用意していた（JAサンバートラックなど）。事業内容が多岐に亘ることで「農協簿記」という特殊な簿記が用いられる。他業務をカバーする勘定科目を使い、なおかつ購買や販売等については、独自の勘定科目名称を用いる。
東京都御蔵島村の御蔵島村農協のように、地域農協だが信用事業を行っていない組合も存在する。群馬県上野村の上野村農協・東京都の東京島しょ農協・大分県の下郷農協のように信用事業だけ（上野村農協は、加えて共済事業も廃止の上で）譲渡し、信用事業・共済事業を廃止したところもある。
全県1農協を目指しての合併促進がされているところもあり、奈良県・和歌山県・島根県・山口県・香川県・宮崎県・沖縄県は、すでに実現した（香川県は、信連は県域農協に包括承継させていない、島根県は、JA全農島根県本部の一部事業譲渡を受けたが包括承継はまだ）。福井県と佐賀県は一部の農協が参加しなかったものの、大部分で実現した。

## 農協の目的・会員資格
農業協同組合法によって定められており、農業生産力の増進と農業者の経済的・社会的地位の向上を図るための協同組織とされている。「平成24年度食料・農業・農村白書」においては、農協は、農産物の流通や生産資材の供給等を適切に行い、農業所得を向上させていくことが最大の使命であるとしている。組合員の自主的な選択により、事業範囲を決めており、多くの組合員が必要とするサービスを総合的に提供する。加入者の大半が米作農家で、そのためJAは米を中心に活動を行っている。
- 農協の事業運営は、正組合員である農業者の意思決定により行われている。しかし、組合員以外も、一定の範囲で事業を利用することができる。組合員以外の利用の範囲は、組合員の事業の20/100。貯金の受入れ等は、25/100。加工・農村工業事業、医療・老人福祉等は、100/100である。

### 組合員資格
組合員資格は、各農協の定款において定められ、一般的に、耕作面積や従事日数の要件を規定している。組合員は、正組合員と准組合員に分かれる。
|          | 資格                                                   | 権利など | 備考 |
| -------- | ------------------------------------------------------ | --- | --- |
| 正組合員 | 農業者。農協の地区内に住所を有する農民、農業を営む法人 | * 組合員が一人一票の議決権を持つ。 * 役員や総代に選出される権利。 * 臨時総会を開く請求権。但し、正組合員の1/5以上の同意が必要。 * 組合の事業を利用する権利等。 | 専業農家と兼業農家に議決権を公平にしたことで、効率的な農業の推進が妨げられてきたという意見もある。減反を参照。                                                                                 |
| 准組合員 | 農業者で無くてもなれる                                 | * 出資すれば、全ての事業が利用可能になる。但し、農協の地区内に住所のある個人。                                                                                 | 准組合員に議決権を認めない理由は二つ。一つは、農業者で無い者に組合を支配されない為。もう一つは、地域の住民（旧産業組合・旧農業会に於いて構成員となることができた者）の事業の利用を認めるため。 |

## 独占禁止法との関係
- 農協を含めた協同組合は、一定の行為について私的独占の禁止及び公正取引の確保に関する法律（独占禁止法）の適用除外が認められている（独占禁止法第22条）。中小事業者は、単独では大企業に対抗できないが、協同組合を組織することで、有効な競争の単位となり得る。
- しかしながら、農協が不公正な取引方法をした場合[注 1]または一定の取引分野における競争を実質的に制限することにより不当に対価を引き上げることとなる場合は、独占禁止法の取締りの対象となる（独占禁止法第22条但書）。
- また、他の事業者や単位農協と共同して価格や数量の制限等を行うこと（カルテル）等も、（その）組合の行為とは言えないため、独占禁止法の適用除外とはならない[23]。

公正取引委員会は、農林水産省と連携して、農業協同組合等の農畜産物の販売事業及び生産資材の購買事業の取引実態についてヒアリングを行うなど、実態の把握と検証を実施した。その結果、農業者は依然として大企業に伍して競争し又は大企業と対等に取引を行う状況にはないこと、農業者や単位組合は農畜産物販売及び生産資材購入について自らの判断で取引先を選択できること、適用除外制度があるために判断できない農業協同組合等の問題行為は特段認められなかったこと等から、平成23年4月までに、当該検証の結果としては、適用除外制度を直ちに廃止する必要はないとの結論に至った。

## 農協のあり方に関する議論
総合規制改革会議では、JA組合員の状況、員外利用が問題視され、「規制改革推進3か年計画（再改定）」（平成15年(2003年)3月28日閣議決定）において、「組合員制度の実態、員外利用率の状況等を考慮し、法令違反等のある場合はこれを是正するよう指導するなど所要の処置を講ずる」とされた。これを踏まえ、農林水産省では平成15年3月に事務ガイドラインを改正して、員外利用規制に違反があれば所管行政庁（都道府県）が是正を指導するよう徹底してきた。これに沿った是正指導が行われることになり、指導を受けた組合を中心に、積極的に員外利用者を、准組合員として組合に加入させる対策を講じた。その結果、平成20事業年度には、すべて員外利用者は准組合員化される見込みとなった。

### 総合農協としての日本農協・准組合員の利用

#### 肯定的
石田正昭（龍谷大学教授）は、准組合員の事業利用規制、ひいては総合農協の専門農協化を意図する2015年の改正農協法に対して、営農・経済部門が赤字で、信用共済事業に依存する構造を問題視すること自体を批判している。農協の経済部門の収支と、農家の所得は並行するものではなく、農家の所得と営農の持続を両立するためには、経済事業が赤字であっても持続できる従来の農協のあり方が優れているとし、対照的に、経済部門が黒字の単協でも専門農協では経営上のリスクが高くなり、信用共済事業がなくなれば農協経営は窮地に陥るとし、准組合員利用規制も同様の問題を孕んでいると述べている。
専門農協化を求める意見に対しては、農協は形式上、職能組合として規定されている一方で、地域組合の性質をもっており、そのような日本型農協の歴史的経緯を無視したまま、純化路線を強要することは、国際協同組合同盟（ICA）の原則にある、組合員への無差別配慮（第1条）や「地域社会への寄与」（第7条）という規定に反する、国際的標準を外れた時代錯誤的な考えであると述べている。
大田原高昭（北海道大学名誉教授）は、歴史的に見れば、日本はかつて専門農協の方が多く、戦後の農協法成立直後には、総合単協13796に対し、専門単協が22367で、当初は高度経済成長期の需要増を背景に専門農協が優れた実績を挙げていたが、貿易摩擦の影響で牛肉やオレンジなど各種農産物の輸入自由化が実現されると、多くの専門単協は経営不振に陥り、近隣の総合単協との合併を余儀なくされた。つまり、専門農協は不況に弱く、経営的に脆弱であったと説明している。
総合農協は日本だけの「ガラパゴス」なモデルではなく、韓国、台湾の農協も類似した組織構造をしており、かつて専門農協だったタイの農協も法改正を経て、総合農協に転換したと述べている。中国も同様の総合農協方式であり、さらに広大な国土に農家の一戸辺りの経営面積は0.6ヘクタールと小規模農家を多く抱えている。中国政府は欧州の専門農協モデルも研究しており、比較検討の結果、総合農協方式を採用（農民専業合作社）した。
国内で大規模農業を展開しても、地理的・地形的制約からアメリカやオーストラリアに匹敵することは不可能であり、発展途上国の労働コストに勝つこともできない。それよりも日本独自の高品質と安全性を両立した農産物の生産体制をより強化することが必要であり、それは企業参入によって実現するものではなく、精緻な管理ができる小規模の独立自営農家に利があるとしている。
田代洋一（大妻女子大学教授）は、准組合員利用規制が農協の経営に致命的な影響を与えるとしており、特に正組合員より准組合員の貯金額が大きい都市近郊の単協の事業量減少率は大きく、壊滅的打撃を受け、それは、信用事業のみならず共済や生活事業にも悪影響を与え、さらに県信連や農林中金、全共連等の連合会の事業量の減につながる。いわば、准組合員利用規制は、農協のシェアを別業者に移転することを狙ったものに過ぎない。
総合農協としての事業展開については、日本の農業経営は、生産と生活が一体化し、兼業農家が多く農家と非農家の間が連続的で、狭い国土で農家と地域住民が混在してきた歴史的・地理的経緯があり、総合農協は、農家のみならず、地域住民の需要にも応える必要がある。このような経緯を考えれば、農協の員外利用は制限されるべきでなく、オープンである必要があり、つまり、農協の総合事業は公共性を持ち、逆に言えば、利用規制は公共性に反する。
増田佳昭（滋賀県立大学教授）は、准組合員への金融事業規制の背景には、財界や米国企業のロビー団体である在日米国商工会議所が唱えるイコールフッティング論、つまり、「対等な競争のための条件の同一化」を求める意見があるとしている。イコールフッティング論には誤りがあり、JAバンクやJA共済のような農協の金融共済事業は、銀行や保険会社と同一の競争条件にあるわけではなく、むしろ不自由な規制をかけられ、不利な面もある。農協には、組合員制（メンバーシップ）と地域制（ゾーニング）による制約があり、事業利用に先立つ組合員加入の手続きが必要なだけでなく、組合員を対象にした金融サービスに限定され、営業活動が単協の管内に限定される地域制は、非常に厳しい制約である。さらに、農協の総合事業を地域政策の一部として捉える必要があるとし、収益力の高い金融共済事業、収益性が中程度の卸売業・小売業を組み合わせることで、農林業という低収益産業を支えることができ、こうした総合経営体が地域に存在することで、雇用が創出され、地域経済、地域社会が支えられていると語る。そして、地方が疲弊し、地方創生が唱えられる中で、地域に根ざした金融機関である農協の金融事業を解体して、全国統一の金融機関にすることが社会的に正当性を持つか疑問であり、准組合員制度に対する攻撃への対処も兼ねて、地域に必要な資金供給をより強化することが必要であるとしている。
有坪民雄（農家・作家）は、農協は地方のインフラを担っている側面が強いとし、准組合員の員外利用を制限しようとする意見に対して、地方を根本的に破壊しかねない愚策であると批判している。農村部の金融機関は郵便局と農協しか存在しない地域も多いとしている。さらに農協の小売部門であるAコープやガソリンスタンド（JA-SS）、農協の医療機関などがカバーしている地域も多いとし、仮に員外利用を規制した場合、多くの住民に多大な不便が生じることが容易に想像できる。員外利用制限とは、財界の一部が競争相手を排除しようとしているに過ぎないと主張している。

#### 否定的
山下一仁（元農水官僚、キヤノングローバル戦略研究所研究主幹） は、戦後の日本における農業協同組合（JA）の起源は、終戦直後の深刻な食糧難に遡る。政府は「食糧管理法」に基づき、農家からコメを買い上げ、国民に安価で配給する体制を敷いた。この制度施行から農業協同組合（JA）の間、農家の多くが高く売れるヤミ市場へ売ったため、配給コメ不足が問題になった。ヤミ市場の米流通を防ぐため、戦前の統制団体を再編し、政府主導で整備した「農協」が現在のJA農協の原型である。農協はコメの集荷・供出を担い、配給制度が維持された期間中、およそ95%の市場シェアを占めた。日本のJA農協は、生産品目を問わず全農家が加入し、農業に加えて金融（信用）、保険（共済）、購買、販売など多岐にわたる業務を展開する「総合農協」として発展した。日本においては、銀行業は、不動産や製造業等と兼業すること禁じられている。しかし、JA農協（および漁協）は「銀行・保険業務を兼業できる法人」として、例外に認められた。
これによって、農協（農林中央金庫）は、日本政府から支払われるコメ代金を農家に渡す前にコール市場などで一時運用することで、金融収益を得る仕組みの構築をしている。その一方、欧米諸国における農協は、日本農協とは異なり、酪農や青果など品目別に組織されており、生産資材の共同購入や農産物の販売に特化した「専門農協」である。また、日本独自の制度として、JA農協には「准組合員」が存在する。これは地域住民であれば農業従事者でなくても加入可能とした制度で、信用事業や共済事業などのサービス利用は可能だが、農協の意志決定への参加権は持たない。他国の協同組合には類を見ないこの制度は、「利用者自身が運営に関与する」という協同組合原則とは乖離していると述べる。
神門善久（農業経済学者）は、正組合員資格は、本来は農業者のみへと限っているはずだが、実際は「すでに離農した者」が多く存在しており、「土地持ち非農家」などがその代表格となっている。准組合員においては、転居や死亡等で本人の所在が確認できない場合も、含まれる。組合員が資格を満たしているかのチェックは、ほとんど行われていなかった。その結果、2000年代には、本来であれば資格を持たないはずの組合員が、100万人は存在する、としてJAの組合員資格や管理の問題を指摘した。

### 兼業・零細農家保護or専業農家のみ保護による安い米価の路線対立
日本の農業における2つの路線として、農協、兼業農家や零細農家の保護のために「減反政策」的制度と現行構造を続けるという意見、それか一定規模の専業農家(主業農家)のみ支援で専業農家と消費者のための制度にするという意見がある。
山下一仁（元農水官僚。キヤノングローバル戦略研究所研究主幹） は、2025年時点の日本の米価は上昇傾向の報道に対して、1ヘクタール以下の零細農家に焦点を当てたに基づいている問題を指摘した。零細農家は戸数ベースでコメ農家全体の52%を占めるものの、水田面積ベースでは8%程度にすぎず、統計上は農家の過半数を占めるものの、実際の生産における比重は圧倒的に小さい。 一方で、主に稲作を生業とする「主業農家」や大規模農家にとっては、高米価は必ずしも好ましい状況ではない。米価の上昇により、国内では外国産米が関税を払っても相対的に安価になることで輸入量が増加し、結果として国内外双方での需要縮小が懸念されている。実際、2025年1月には外国産米の輸入量が前年年間実績（368トン）を上回る523トンに達している。日本における農業政策が米価に固執する背景として、JA農協（農業協同組合）の存在が指摘されている。 国際的には農業所得の確保は、日本のような「価格支持による所得補償」には価格支持に消費者負担が大きく、価格メカニズムを歪める問題があるため、「直接支払い（ダイレクト・ペイメント）」を通じて行うことが主流であり、OECD（経済協力開発機構）なども後者を支持している。 特にコメにおいて、日本では「高米価維持」が農政の主軸なのが問題となっている。 JA農協は、日本の肥料市場の8割、農薬・農機市場の6割を占めており、農業事業に加え、信用（銀行）・共済（保険）などの金融事業を行っており、その運用資産規模はメガバンク級に達している。JAグループの金融部門である農林中央金庫は、日本国内でも有数の機関投資家である。日本の農業の衰退とは裏腹に、JAグループが金融資本として成長してきた背景には、高米価維持や減反政策が寄与していると説明する。

## 評価

### 肯定的
- 鈴木宣弘（東京大学大学院農学生命科学研究科特任教授）は、令和の米騒動にあたって農協が米価を吊り上げているとする「農協悪玉論」を否定し、高値を提示して農家に直接買いにくる業者が増えて農協は買い負けている現状があり、食管法の時代と異なり、農協の集荷率も下がり、2024年にはついに約3割にまで下がったと指摘している。さらに農協の共同販売によって、流通における大企業の独占を防ぐことができ、中間マージンを削減して、農家の取り分はより高く、消費者にはより安く届ける効果があることが自身の研究から明らかとなったと説明している。さらに農協悪玉論を利用して、「農協改革」を推進しようとする勢力への警鐘を鳴らし、その本丸は、農林中央金庫の貯金100兆円とJA共済連の共済の55兆円の運用資金を外資に差し出し、日本の農産物流通の要のJA全農を穀物メジャーに差し出し、独占禁止法の「違法」適用で農協の共販と共同購入をつぶすことにあるとしている[30]。一部の識者が、OECDのPSE（生と主張している産者保護推定値）を使用して、日本の農業分野には5兆円分の保護があり、その90％以上が市場価格維持（MPS）に依存すると主張していることについては、指標の取り方に問題があり、輸送費と関税で説明できない価格差を全て「非関税障壁」として計算して、PSEの保護額に参入している欠陥があるためである。つまり、国産と輸入品の間にある品質や安全性、ブランドの差（例えば、国産のシャインマスカットと安い輸入ぶどうの違い）で生じる価格差（「国産プレミアム」）が反映されておらず、単純な内外価格差によって農業保護水準が高いと誤って判断されてしまうのである[31]。 OECDのデータで主要国の主張し均関税率を比較すると、日本は11.7％なのに対し、EUは19.5％、韓国は62.2％、さらにアルゼンチン、タイ、フィリピン、ブラジル、メキシコ、インドネシア、インドなどはいずれも30％を超えており、日本は世界的に見ても低関税の国になっている[31]。なお、ウェブメディアのAGRI FACTは、鈴木について、「アメリカ産牛肉を輸入規制したEUで“乳がんの死亡率は減少した」、種子法廃止反対などを主張しており、「いたずらに不安を煽り、消費者の感情や民意を動かそうと企てる有識者」と批判している[32]。
- 有坪民雄 （農家・作家・ライター)は、農協から金融部門を分離すべきとする規制改革会議の意見について、「意味不明」と批判している。特に全国のJAバンクを農林中金に移管し、単協から融資の権限を剥奪しようという提案は、都市銀行であっても支店に融資の権限がない銀行など存在せず、特に支店の地元になる中小企業の与信や融資すら支店で行わず全て本店で行う銀行などは考えられない。農業は地域ごとに異なる特性を持っており、北海道の農業モデルは、沖縄では通用せず、与信の判断には地域ごとに特化した判断が必要であり、ましてや農業とは無縁の東京の都心にある農林中金の行員が的確な判断など考えられないからである。また、個々の農家の融資額などは1000万円などの少額がほとんどであり、そのような少額の融資の判断を本店に集約することは著しく不効率であると批判する[6]。大規模農業化、6次産業化、無農薬栽培化といったそれぞれの農業改革案を「農業を知らない」人たちによる神学論争だと断じ、「遺伝子組み換え作物の栽培実現」「兼業農家育成」「食育推進」なども提唱する[33]。

- 三橋貴明（中小企業診断士・作家）は、著書『亡国の農協改革』で、世間の農業・農協への「既得権益」批判は的外れであると説明している。政府の主導する農協改革は、国内外の一部投資家などによる、政府に対する強力な圧力によるものだとし、食の安全保障が脅かされるリスクを指摘している。日本の農業が補助金漬けであるとする一部の意見に対しても、日本農業の15.6％に対してアメリカは26.4％、ヨーロッパでは90％以上という国も多いと説明している[34]。
- 小松泰信（岡山大学名誉教授）は、2015年に成立した改正農協法について、TPP反対の一大抵抗勢力であったJA全中の弾圧が目的であり、他方では、JA共済における契約保有高約300兆円、JAバンク預金残高90兆円、全農の年間取扱高5兆円に各種施設や関連子会社という資産や各種監査業務などの農協市場を、アメリカや財界に解放することが目的であったと述べている[35]。

### 中立的
- 城戸譲（コラムニスト）は、備蓄米放出後に一部に見られたコメ価格高騰の原因を農協に押し付け、小泉進次郎を評価する「善と悪」の単純明快なストーリーに対し、警鐘を鳴らしている。日本全体に「論理的かどうか」ではなく「物語性の有無」が重視される傾向が強まっており、同時に意図して作られたわかりやすさには、なんらかの意図が含まれている可能性が多々あるとして警戒を呼びかけている。そして、コメ価格高騰のような世情不安に漬け込み、味方のふりをして、心のスキマにつけこんで、国民をカモにしようとする人々はいつの時代もおり、ゆえに正義感だけで先走るのではなく、物事の本質を見極めることが重要であるとしている[36]。

### 否定的
- 竹中平蔵（経済学者）は、農協について、農業への株式会社参入の阻害になっているとして、農協法の改正を提言している。「今の永田町「農水族」の人たちは、小泉さんの短期的政策にまでちゃちゃを入れています。特に株式会社の参入になると、JAとバッティングするという問題があります。大きい会社になればなるほど、JAの存在が無意味になってくるからです。だからこそ、農地法と農協法を両方変えなければいけないのです」と述べている[37]。
- 神門善久（農業経済学者）は、農林水産省は、初期から1960年代まではJAの存在が本来の農業協同組合のものではないとして否定的であったが、次第に農業政策の下部組織として使うようになる。このため、自発的な会員組織としての性格は薄く、日本国政府を頂点とする上意下達のための組織と見る傾向があったと主張している。しかし、1970年代以降の金融自由化などをきっかけに、農水省は、次第にJAと距離を取ろうとする態度に転じていった。この事は金融自由化で次第にJAの特権が無くなる中で、不良債権問題が出たときの責任を取らされる恐れがあるためと主張する。さらに、JAは組織率が非常に強力であり、日本国内農家の大多数が加入している。そのため、ほとんどの農家はJAの会員になっており、地方において強力な票田となっていて、自由貿易妨害など政治へ大きな影響力がある[1]。ただJAは、2006年頃には農家の高齢化や減少から票田としての力もなくなってきたため、以前ほどの政治力を行使しづらくなると予想されたものの[1]、2025年時点でも残存農家からの加入率は高く、日本でコメ輸入反対の影響力を維持している[38][39][40][41]。また、働き口（各種講演など）の関係から、JAの活動を支持・肯定する研究者が多い[1]。事業面では、「食料・農業・農村基本計画」(平成22年3月閣議決定)では、農協等の団体が地域一体となった取組の推進や個々の農業者の経営安定に重要な役割を果たしている。だが、一部で、事業運営の問題があり、地域の農業者の期待に応えられていないケースもみられるとしている[1]。
- 山下一仁（元農水官僚。キヤノングローバル戦略研究所研究主幹） は、農家が大規模化すると自前でやるようになるため、JA会員には零細農家や兼業農家が多い。手数料を支払う代わりに販売や流通を委託しているJAを頼る。「食料安保」「従わないなら落選」を掲げるなど逆に「農業票」として一次産業(特にコメ農家)の自由貿易の妨害圧力になってきた[38][39]。実際には日本の農業は原料や肥料は輸入頼りなのでコメでさえも「食料安保」は実現不可能である[41][40][39]。  そのため、安倍政権のように時の自民党 政府でも、国内農業の国際競争力強化のために、農水族や反対派農家を押し切るケースもある[42]。一次産業、特にコメ農家は保護貿易・補助金漬けになっており、外国産牛肉解禁で国産牛肉が高価格帯ブランドとして「稼げる」ようになったの対して、選挙で国会議員(特に農水族)を通じて農水省に圧力をかけるなど、農業分野の自由貿易、特にコメ輸入の妨害をしてきたとしている[40]。減反政策といった「コメの価格を引き上げる政策」は、零細農家の温存につながり、コメ農家の合理化や大規模化を阻んできた。食糧管理制度時代には、政府によるコメの買入価格の引き上げを求めて、JA農協と自民党農林族による大規模な政治運動に対して、当時の農林水産省官僚はこれに強く反発し、構造改革を進めようとしていた。しかし、農業のコスト削減のために集約化や大規模化を進めようとすれば、「農家戸数は減少し、政治的影響力も弱まる」ことになり、コレを予算確保や天下りポストの維持に不利だと考える役人が増えていった。かつては農協に天下ることを避ける文化があった農水省も、次第にJA農協を主要な天下り先とみなすようになり、両者は結託関係を築いていった。このようにして、JA農協・農水省・農政族議員による「農政トライアングル」が形成された。2013年に安倍首相が減反廃止を表明したが、当時の農水省や農協はこれを否定し続け、農業新聞でも減反存続を主張し、結果的に表向き減反政策は廃止されたが「コメの価格を引き上げる政策」は温存された。山下は、日本農政には三つの改革が必要だと提案している。第一に、農業協同組合法を含む複数の協同組合法を廃止し、業種に関係なく適用される「一般協同組合法」に一本化し、金融事業を兼務する形態を認めず、農業金融が必要であれば、独立した「農業信用協同組合」として再編することである。こうすると、減反や高米価政策の根拠となってきた零細農家温存構造が解消される。第二に、オランダのように農林水産省を経済省への統合を提案している。官による保護と介入が農業の発展を阻んでいるとの見解に沿って、農業技術指導を民間委託に切り替えたオランダは世界第2位の農産物輸出国に成長した。第三に国民の無関心と政治の歪みへの改革である。日本の農政において、国民の食料政策に対する関心の低さ・知識不足が、農政トライアングルの継続を許してきた要因でもある。2025年の米価の上昇が家計に打撃を与えているにもかかわらず、農業に従事しない国民の多くが「農家は貧しい」という1960年代前半のイメージのまま、零細や兼業農家も補助金対象で市場退出させないことによる高米価を受け入れてしまっている。しかし、専業農業従事者の所得は低くなく、農業全体も稲作の機械化によって労働時間も著しく短縮されている。そのため、零細や兼業農家の標準規模の1ヘクタールの田んぼのみなら年間27日働くだけという現在の農業である。非農業従事者による農業への特別視で生産性向上や構造改革は進まない構図に、政治の側も加担している。減反政策や米価政策に自民党だけでなく、立憲民主党や共産党など野党も例外ではない。例として、自民党が農協票のために5％の米価引き上げを主張すれば、社会党が10％、日本共産党が15％を要求するというように、競い合ってきた。さらに、小選挙区制や参議院の一人区制度導入後は、農協票が選挙結果を左右しやすい制度上の構造もある。わずか2％の農協票が選挙の勝敗を決めることもあり、農水族以外の議員もJA農協の顔色を伺わざるを得ない。少数の既得権益の集合体が国民の多数派利益と相反する形で農政を支配し続ける限り、コメ価格の適正化も農業改革も実現しないとし、農政における最大の課題は上記3つの構造是正することとの立場である。農政トライアングルのカラクリについて、農林水産省の退職後に日本の農業・農政を全体的に見るようになってから気づけたと語っている[29]。

## 主なキャラクター
- 笑味（えみ）ちゃん（みんなのよい食プロジェクト） - 7歳の女の子のキャラクター[43]。デザインは大垣友紀惠[44]。